# St. Stanislaus (Buk)

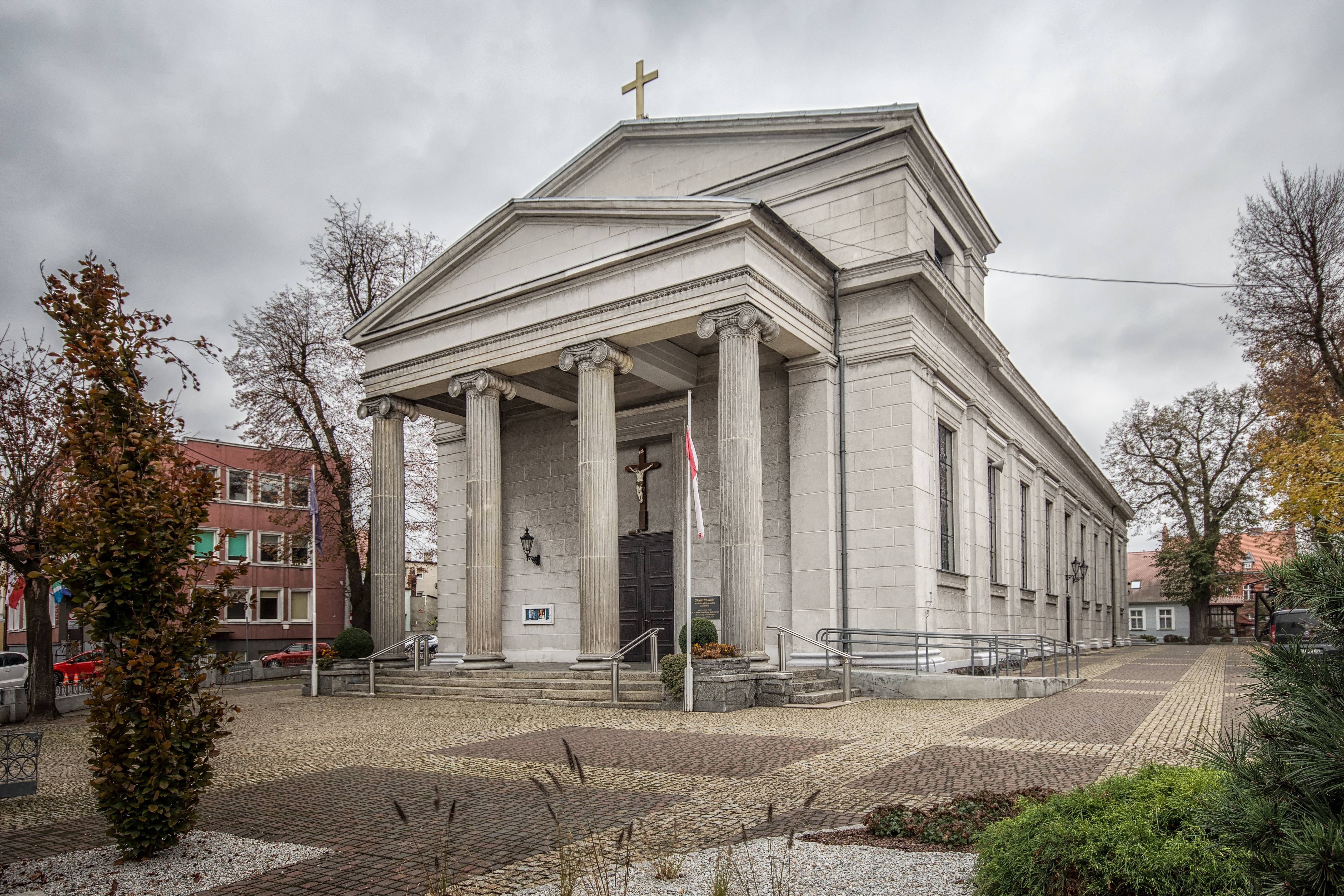
St.-Stanislaus-Kirche in Buk

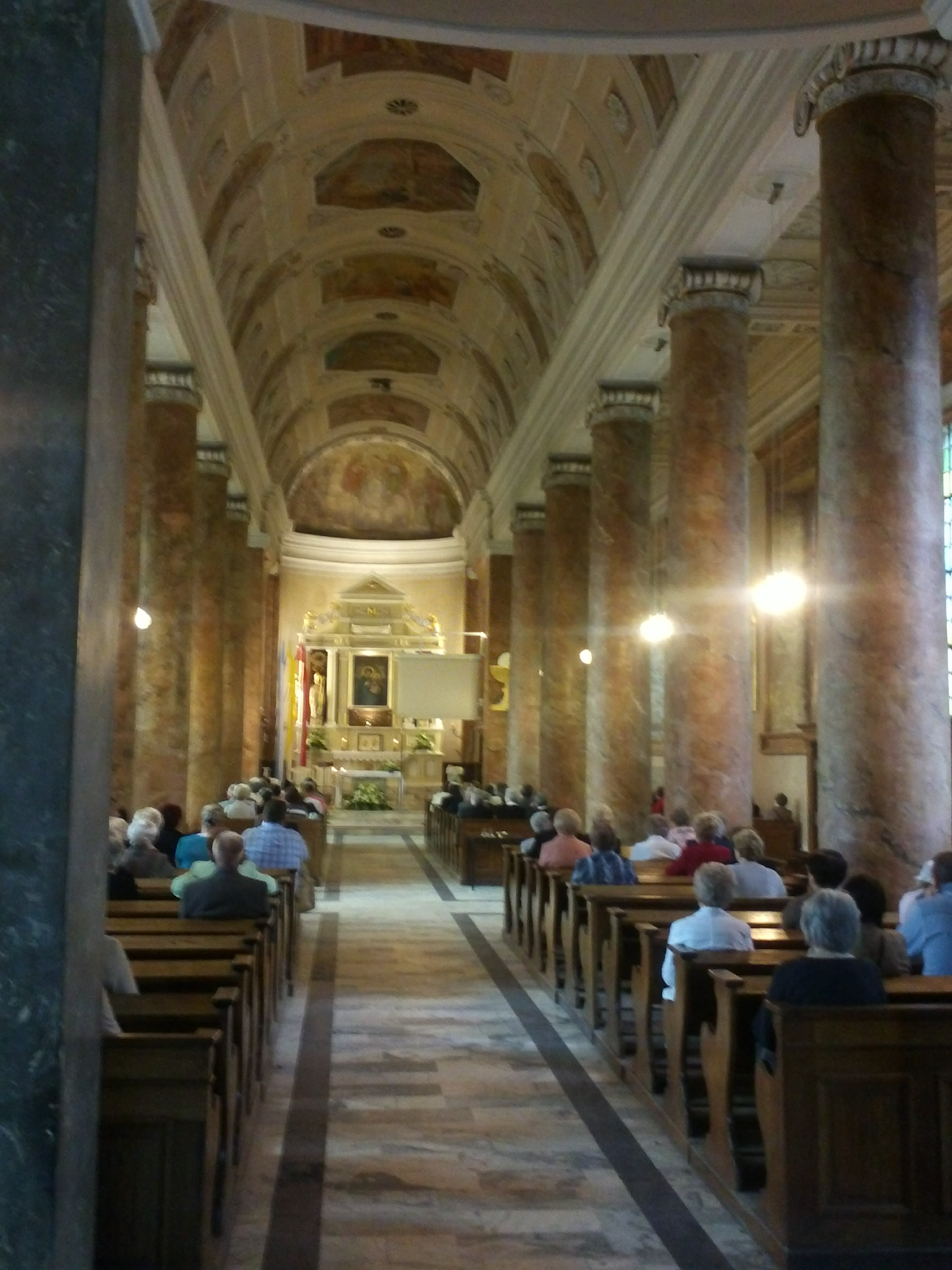
Innenraum

Die St.-Stanislaus-Kirche ist eine römisch-katholische Kirche in Buk in Polen.

## Geschichte
Die schon 1257 erwähnte Kapelle in Buk wurde Ende des Jahrhunderts zu einer Kirche erweitert. Im Jahre 1426 erfolgte der Bau eines Gotteshauses im gotischen Stil. Die jetzige Kirche wurde in den Jahren 1838 bis 1846 nach dem Entwurf von Karl Friedrich Schinkel im klassizistischen Stil erbaut. Der gotische Vorgängerbau wurde gegen 1806 abgerissen, nachdem sein Turm zusammengebrochen war. Im Jahre 1899 renovierte man den Bau. 
Während der deutschen Besatzung Polens 1939–1945 nutzte man das Gotteshaus als Lager. In der Nacht vom 25. auf den 26. Januar 1945 setzten deutsche Soldaten die Kirche in Brand, und sie brannte fast völlig aus. Nach dem Krieg wurde die Kirche wiederaufgebaut. Bis Anfang 1990er Jahre befanden sich hier die Altäre, Bänke und Gemälde aus der Klosterkirche Woźniki. Nachdem auch die Klosterkirche Woźniki wiederaufgebaut wurde, gab man diese Ausstattung nach Woźniki zurück, und hier beschaffte man neue.